# Coloncito
Coloncito es la capital del Municipio Panamericano, y uno de los 29 municipios que hacen parte del Estado Táchira en la región de Los Andes, Venezuela. Tiene una extensión de 776 km² y su población para el censo 2018 es de 82 000 habitantes.

## Geografía
Coloncito, capital del municipio Panamericano, se encuentra al norte del Estado Táchira, entre el piedemonte andino (falda oriental y occidental), al final de la cordillera de Mérida y al inicio de las llanuras que conducen a la depresión del Lago de Maracaibo. Es una zona de tierras cálidas, la primera del estado en recibir los rayos del alba. Su geografía favorece la ganadería bovina y la agricultura.

## Historia
El poblamiento de Coloncito se incrementó con la llegada de obreros campesinos atraídos por las haciendas ganaderas y productoras de lácteos. El 9 de enero de 1916, Mercedes Contreras de Chacón solicitó al cabildo de La Grita la concesión de nueve hectáreas para establecer la finca Coloncito, en homenaje a su lugar de origen. Entre 1916 y 1953 se consolidaron las primeras viviendas a lo largo de la carretera Panamericana (Troncal 01).
El municipio Panamericano fue creado el 20 de octubre de 1972. Carmen Morales de Valera, presidenta de la Asamblea Legislativa de ese año, fue una figura clave en su establecimiento.

## Economía
La economía del municipio Panamericano se basa en la ganadería, la agricultura y la producción de lácteos. En 1967 se fundó la Asociación de Ganaderos de la Panamericana (AGANAPA) para fortalecer el sector. Existen al menos diez industrias queseras, como Lácteos Las Maravillas del Queso, dedicadas a la elaboración de queso, natilla y suero.
También se destacan actividades avícolas, piscícolas (especialmente en alevines de cachama) y la producción de derivados lácteos, como el queso, considerado uno de los mejores del occidente venezolano.

## Infraestructura y vialidad
Coloncito es un nudo fronterizo que conecta con localidades como Orope y Boca de Grita (municipio García de Hevia) y con Puerto Santander (Norte de Santander, Colombia). Desde allí también parten vías hacia los estados Zulia y Mérida.
La carretera Panamericana (Troncal 01) atraviesa el municipio. A lo largo de ella se encuentran comercios como la Tienda del Centinela, el parador turístico Mary, agropecuarias, moteles, y establecimientos como Materiales La Panamericana, la estación de servicio Caño Real, y hoteles como Humberto Suite, El Rosario y El Lirio.

## 🏛️ Instituciones y servicios
Coloncito cuenta con varias entidades bancarias, comercios, y una red de servicios públicos. Entre sus instituciones educativas destacan:
- Liceo Bolivariano Mons. Rafael Arias Blanco (1972)
- Escuela Básica Nacional Coloncito (1975)
- Unidad Educativa San Pablo (1990)
- Colegio Nuestra Señora de Lourdes (privado)

También alberga la Casa de la Cultura (fundada el 20 de octubre de 1985), sede de la biblioteca pública.
En salud, destaca el Hospital 1 Coloncito. En deporte, el campo Isaac Duque y el polideportivo municipal.

## Cultura
Coloncito es conocido como ciudad santuario de San Pablo Apóstol. El templo principal, de arquitectura poco convencional, comenzó a construirse en 1950. La parroquia fue creada por decreto de la curia diocesana el 6 de octubre de 1957 y proclamada el 9 de diciembre del mismo año, siendo su primer párroco el presbítero Abad Buitrago. La casa parroquial fue inaugurada el 9 de diciembre de 1966.
Las fiestas patronales en honor a San Pablo se celebran cada 30 de junio. El centro catequístico y la plaza Bolívar se encuentran cerca del santuario.

## Transporte
El transporte público está representado por la Línea Libertador, fundada en 1955 por Félix Ramírez. Desde la redoma central San Pablo se accede a distintos sectores del pueblo.

## Turismo
Entre los atractivos naturales destacan:
- Cerro El Campamento, mesa de Caquetrira y cuchilla de San Diego
- Páramo de San Telmo y cerro Buena Vista
- Serranías de El Salado

La Reserva Nacional Hidráulica Sur del Lago de Maracaibo ofrece potencial para balnearios y actividades recreativas. En ella se encuentran numerosos caños (como caño Real, caño Pajui y caño Negro), quebradas (como La Casiana y Canta Rana) y ríos (como el Umuquena, Caquetrira y Chiquito).
También se han reportado hallazgos arqueológicos de interés para la investigación.

## Vialidad
Desde la entrada por caño La Honda, se encuentran diversos puntos de interés: haciendas como El Mogal, El Cortijo, El Bauyelo y El Palmar; el cementerio municipal (1952–1967); y sectores como Santa Cruz, donde se han registrado actividades de contrabando.

En el sector El Cien se ubican la licorería El Portal, el servicio turístico Villa Linda y abastos como La Marita. En Pueblo Nuevo y Caquetrira se encuentran restaurantes como Las Delicias de Claudia y la sede de Productos Lácteos Guerrero.
- Datos: Q2984186
- Multimedia: Coloncito / Q2984186